# Mollweide-Gletscher
Der Mollweide-Gletscher ist ein steiler Gletscher im ostantarktischen Viktorialand. In den Denton Hills fließt er 1,5 km südlich des Mount Kowalczyk vom Hobbs Ridge in westlicher Richtung zum Blue Glacier.
Das New Zealand Geographic Board benannte ihn 1993. Namensgeber ist die Mollweide-Projektion.